# Vassilis Makris
Vassilis Makris (* 1958, Patra) je řecký fotograf.

## Životopis
Makris se narodil v roce 1958 ve městě Patra v Řecku. Jako profesionální fotograf začal pracovat v roce 1985, zpočátku se zaměřoval na jevištní fotografii. V roce 1987 navštívil město New York a fotografoval různá muzea a historické budovy. Přitahován tématem se přeorientoval na architektonickou fotografii a v roce 1989 začal fotografovat soukromé rezidence a interiéry v Los Angeles v USA. Tehdy zahájil svou dlouhodobou spolupráci s řeckými a mezinárodními vydavatelskými organizacemi. V tomto období také na umělcovo přání fotografoval koncerty Vangelise v Aténách, Paříži, Římě a Rotterdamu.
V roce 2002 vyšla jeho první fotokniha Domy v Řecku - Pod sluncem (Σπίτια στην Ελλάδα - Κάτω απ' τον ήλιο ), sbírka interiérů ze soukromých rezidencí po celém Řecku. Následující rok vydal fotoalbum Tvář Athén (Το πρόσωπο της Αθήνας), fotografický a architektonický záznam města Atén, ve spolupráci s novinářem Nikosem Vatopoulosem.
V roce 2009 reprezentoval Řecko na FotoWeek DC (Washington DC, USA) svou účastí na výstavě „What Lies Beneath: Nature and Urban Landscape in EU Photography“ spolu s 19 dalšími fotografy z Evropy.
V letech 2005 až 2010 vyučoval různé kurzy o principech architektonické a průmyslové fotografie na Leica Academy of Creative Photography v Aténách. 
V letech 2010 až 2012 byl členem redakčního týmu, hlavním editorem fotografií a správcem obsahu fotografií na op-ed webové stránce protagon.gr. Od roku 1988 je členem Řecké unie filmových, televizních a audiovizuálních techniků (ΕΤΕΚΤ-ΟΤ) jako fotograf a PHOEBUS, řecké organizace pro kolektivní správu a ochranu práv k duševnímu vlastnictví fotografů.
V roce 2011 začal úzce spolupracovat s Onassis Cultural Center – Athens, novým kulturním prostorem pořádajícím akce a akce napříč spektrem umění, stejně jako s Národním divadlem Řecka a Národní operou Řecka, fotografováním zkoušek a představení, na podporu umění a kultury národa v krizi.
V červnu 2015 se zúčastnil čtyřdenní akce „Light Up the Night“ v parku Stavros Niarchos se samostanou výstavou, kde představil 16 fotografií z projektu „Incarnation“, probíhající práce, která byla dokončena v roce 2017 na ústřední scéna opery v Kulturním centru Nadace Stavrose Niarchose.
V květnu 2016 zrealizoval výstavu „Damni i colori... The making of“ v návštěvnickém centru Kulturního centra Nadace Stavrose Niarchose (SNFCC). Fotografie zachycují přípravné fáze projektu Ismy Toulatou „Opera a móda“ a nabízejí veřejnosti příležitost zprostředkovaně zažít a zúčastnit se zkoušek a zákulisí projektu, který byl uveden 19. května 2016 v Řecké národní opeře a divadle Olympia.
V roce 2017, zatímco pokračoval ve své profesionální kariéře, se vrátil na Leica Akademii Greece, kde vyučuje architektonickou a průmyslovou fotografii a vede workshopy a mistrovské kurzy pořádané Akademií.

## Publikace
- Σπίτια στην Ελλάδα - Κάτω απ' τον ήλιο = Domy v Řecku - Pod sluncem. Potamos, 2002. ISBN 960-7563-91-3.
- πρόσωπο της Αθήνας = Tvář Athén. Potamos, 2003. ISBN 960-7563-99-9 S Nikosem Vatopulosem.
  - Anglické vydání, 2004.
  - Druhé vydání, 2008.
- Εισαγωγή στην αρχιτεκτονική φωτογραφία = Úvod do architektonické fotografie. Leica Akademie Řecko, 2021. ISBN 978-618-84177-1-7